# Lacinipolia altua
Lacinipolia altua är en fjärilsart som beskrevs av Smith 1901. Lacinipolia altua ingår i släktet Lacinipolia och familjen nattflyn. Inga underarter finns listade i Catalogue of Life.